# تارا سوتاریا
تارا سوتاریا (زاده ۱۹ نوامبر ۱۹۹۵) یک هنرپیشه هندی است که در فیلم‌های هندی کار می‌کند. سوتاریا کار خود را به نام یک خواننده در بیگ بادا بوم از دیزنی هند شروع کرد و با کمدی‌های این کانال، سوئیت زندگی کاران و کبیر (۲۰۱۲) و اوه یاسی (۲۰۱۳) به بازیگری حرکت کرد. سوتاریا نخستین فیلم خود را در سال ۲۰۱۹ با فیلم دانشجوی سال ۲ انجام داد که برای آن جایزه زی سینما را برای بهترین نخستین فیلم زن کسب کرد.
سوتاریا از آن وقت در درام‌های عاشقانه دارم می‌میرم (۲۰۱۹)، اشتیاق (۲۰۲۱)، و بازگشت یک شرور (۲۰۲۲) نقش بانوی اصلی را بازی کرده‌است.

## اوایل زندگی
تارا سوتاریا در تاریخ ۱۹ نوامبر ۱۹۹۵ در یک خانواده پارسی زرتشتی در بمبئی متولدشد. تارا یک خواهر دوقلو به اسم پیا دارد. هر دوی آنان در باله کلاسیک، رقص مدرن و رقص‌های آمریکای لاتین در مدرسه باله کلاسیک و رقص غربی، آکادمی سلطنتی رقص، بریتانیا و انجمن امپراتوری معلم‌های رقص، بریتانیا آموزش دیده‌اند. وی از سنین ۷ سالگی خواننده حرفه ای بوده و از آن وقت در اپرا و مسابقه‌ها خوانده‌است. وی مدرک لیسانس خود را در رسانه‌های جمعی از دانشکده هنر، علم و تجارت سنت اندرو کسب نمود.